# 音楽記号
音楽記号（おんがくきごう）は、楽譜に使われる記号。
記譜法によって、使われる音楽記号は異なる。現代の西洋音楽での記譜法である五線譜では、以下のような音楽記号が使われる。
- 線。五線、加線、小節線、終止線など。
- 音部記号（クレフ）。ト音記号、ヘ音記号、ハ音記号など。
- 音符と休符（英語版）。
- 拍子記号。
- 変化記号。調号と臨時記号。あるいは、シャープ、フラット、ナチュラルなど。
- 演奏記号。強弱記号、速度記号、発想記号、反復記号、修飾記号など。
- ほか、さまざまな記号。

Unicodeでは、U+1D000～U+1D0FFにビザンチン音楽記号、U+1D100～U+1D1FFに音楽記号（五線譜用のもの）が定義されている。これらは通常の文章の中で使うためのものではなく、書式情報を加えて実際に楽譜を書くためのものである。BMP (U+0000～U+FFFF) 内には、たとえば「♪」など、文章内で使うための音楽記号が少数定義されている。